# Christoph Seifert
Christoph Seifert (* 16. Dezember 1977 in Marienberg) ist ein ehemaliger deutscher Endurosportler. Er war 2003 Deutscher Meister und mehrmals Mitglied der deutschen Nationalmannschaft bei der Internationalen Sechstagefahrt.

## Karriere
Christoph Seifert fuhr erstmals mit acht Jahren Motorrad. 1993 bestritt er sein erstes Moto-Cross- und 1995 sein erstes Endurorennen.
Ab 1996 startete er im Deutschen Enduro-Pokal (Meisterschaft der B-Lizenz-Fahrer) für das KTM-Team von Harald Sturm. Am Saisonende belegte er einen vierten Platz in der Klassenwertung. Dieses Ergebnis konnte er im folgenden Jahr verteidigen. 1998 gewann er den Deutschen Enduro-Pokal in der Gesamt- und in der Klassenwertung in der Klasse bis 400 cm³. Außerdem gewann er die sächsische Enduro-Meisterschaft.
1999 startete Christoph Seifert in der Deutschen Enduro-Meisterschaft. In der Klasse bis 400 cm³ Viertakt wurde er Fünfter. Mit der deutschen Mannschaft wurde er bei der 74. Internationalen Sechstagefahrt in Portugal Siebenter in der Juniorenwertung. Zum Jahr 2000 wechselte er in das KTM-Werksteam von Bert von Zitzewitz. In der Klasse über 500 cm³ Viertakt wurde er Dritter in der Deutschen Meisterschaft sowie erneut Sachsenmeister. In der Enduro-Weltmeisterschaft wurde er Zwölfter in seiner Klasse. Bei der 75. Internationalen Sechstagefahrt in Spanien wurde er mit der Juniorenmannschaft Fünfter.
Im Jahr 2001 wurde er Zweiter in der nationalen Meisterschaft. Mit der deutschen World-Trophy-Mannschaft wurde er Siebenter bei der 76. Internationalen Sechstagefahrt. In der Weltmeisterschaft wurde er Elfter. An diese Leistungen konnte er im folgenden Jahr nicht anknüpfen. In der Deutschen Meisterschaft wurde er Vierter. In der Enduro-Europameisterschaft wurde er Siebenter.
Im Jahr 2003 gewann er die Deutsche Enduro-Meisterschaft in der Klasse bis 500 cm³ Viertakt. Mit der deutschen World-Trophy-Mannschaft wurde er bei den 78. Six Days in Brasilien Sechster. In der Klassenwertung errang er ebenfalls einen sechsten Platz. In der Enduro-Europameisterschaft wurde er mit der Mannschaft Zweiter. 2004 zog er sich bei einem Weltmeisterschaftslauf eine Schulterverletzung zu und konnte deshalb an keinem Lauf zur Deutschen Meisterschaft teilnehmen.
Im Jahr 2005 wurde er in der Klasse bis 500 cm³ Viertakt Zweiter in der Deutschen Enduromeisterschaft. Für das Jahr 2006 wechselte er zum ZUPIN-Husqvarna-Team von Thomas Mäser. Auf Grund einer erneuten Schulterverletzung konnte er nur drei Läufe zur Deutschen Meisterschaft fahren. In der Endabrechnung reichte es nur zu einem 13. Platz in der Klassenwertung.
2007 wechselte er wieder zum Team BVZ von Bert von Zitzewitz. In diesem Jahr gelang ihm ein Sieg im neu geschaffenen DMSB Enduro Power Cup für Zweizylinder-Motorräder über 750 cm³. In der Enduro-Europameisterschaft wurde er Fünfter. Im Jahr 2008 startete er auf einer KTM 690 in der Klasse E3 in der deutschen Meisterschaft. Am Ende wurde er Siebenter in der Klassenwertung.
Nach dem Ende seines Vertrages bei BVZ startete er 2009 für Suzuki. In der Deutschen Enduro-Meisterschaft erreichte er einen siebenten Platz in der Klasse E2. In seinem letzten aktiven Wettkampfjahr 2010 startete er wieder für das KTM-Team von Harald Sturm und wurde nochmals Vierter in der Klasse E3 sowie 13. in der Gesamtwertung.
Christoph Seifert arbeitet heute im öffentlichen Dienst. Daneben ist er als Enduro-Trainer in der Enduro-Schule von Jens Scheffler tätig.